# August Küster
 August Küster (* 14. Mai 1899 in Warstein; † 26. August 1959 in Bonn) war ein deutscher Verbandsfunktionär und Industrieller.

## Leben
August Küster studierte Geschichte, Alte Sprachen und Nationalökonomie. 1923 wurde er an der Albert-Ludwigs-Universität Freiburg zum Dr. rer. pol. promoviert. Er war zunächst im Verlagswesen tätig, wechselte 1927 zum Verein zur Wahrung der gemeinsamen Interessen in Rheinland und Westfalen – bekannt als Langnam-Verein – einem durch rheinisch-westfälische Eisen-, Textil- und Kohleindustrielle als industrieller Interessenverband gegründet. 1943 wurde er für die Gauwirtschaftskammer Essen tätig. Nach Kriegsende wurde er Hauptgeschäftsführer der Industrie- und Handelskammer für Essen. 
1950 wurde Küster in den Vorstand des bundeseigenen Mischkonzerns Vereinigte Industrieunternehmungen AG (VIAG) berufen. Er war Aufsichtsratsmitglied unter anderem der Vereinigten Aluminium-Werke. Er war Vorsitzender des gemeinsamen Ausschusses für Wohnungs- und Siedlungswesen des DIHT/BDI/BDA. 
August Küster war 1949 einer der Mitbegründer des Bund Katholischer Unternehmer (BKU). Er gehörte mit Franz Greiss, Peter H. Werhahn, Werner Habig, Theophil Herder-Dorneich, Werner Linnemann, Wilhelm Naegel und Peter Zettelmeyer dem ersten Vorstand an. Er war Mitglied des Wirtschaftsrates der CDU.
1959 wurde er von Kardinal-Großmeister Nicola Kardinal Canali zum Ritter des Ritterordens vom Heiligen Grab zu Jerusalem ernannt. Da er zuvor gestorben war, kam es nicht mehr zur Investitur.